# Nina Vyrubova
Nina Vladimirovna Vyrubova (in russo Нина Владимировна Вырубова?; Gurzuf, 4 giugno 1921 – Parigi, 24 giugno 2007) è stata una ballerina sovietica naturalizzata francese.

## Biografia
Nata in Crimea, fuggì in Francia con la famiglia durante l'infanzia per sfuggire al comunismo. A Parigi studiò sotto la supervisione di grandi ballerine e defezioniste sovietiche, tra cui Ol'ga Preobraženskaja, Vera Trefilova e Ljubov' Nikolaevna Egorova.
Nel 1937 fece il suo debutto sulle scene a Caen danzando come Swanilda in Coppélia e successivamente danzò con i Ballets Polonais (1939), i Ballet Russe de Paris (1940) e Les Ballets des Champs-Elysées, dove il suo talento fu notato da Roland Petit, di cui fu musa e grande interprete. Petit creò appositamente per lei il ruolo eponimo ne La Sylphide.
Nel 1949 Serge Lifar la invitò ad unirsi al Balletto dell'Opéra di Parigi in veste di prima ballerina. Nella compagnia ebbe ruoli scritti per lei da Lifar in Suite en Blanc nel 1949 e la Dame in Dramma Per Musica nel 1950, anno in cui danzò anche come protagonista in Giselle. Nel 1957 si unì al Grand Ballet du Marquis de Cuevas, con cui danzò un gran numero di ruoli per coreografi quali George Balanchine ed Ana Ricarda. Nel 1962 danzò per l'ultima volta con la compagnia ne La bella addormentata con Rudol'f Nureev. Successivamente danzò ancora brevemente come freelance e poi si dedicò all'insegnamento e all'opera di giurata in competizioni internazionali.
Fu sposata tre volte ed ebbe un figlio nel 1951.